# Barrio conflictivo
Barrio Conflictivo fue el segundo álbum que publicó la banda de rock Barricada en 1985. El álbum, que fue producido por Rosendo Mercado, incluía la canción «Pon esa música de nuevo», dedicada a Mikel Astráin, batería de la banda fallecido el 2 de abril de 1984 por un derrame cerebral sufrido durante un concierto en Artajona.

## Lista de canciones
1. Callejón sin salida - 3:11
2. Pon esa música de nuevo - 3:11
3. Nacido en un tobogán - 3:20
4. No pongas el culo - 3:17
5. Algún día rodará tu cabeza - 2:43
6. Lentejuelas - 4:14
7. Míralo - 3:12
8. Mañana será igual - 4:01
9. Noche en la ciudad - 3:20
10. Barrio conflictivo - 3:27

## Créditos
- Enrique Villarreal, El Drogas: voz en "Nacido en un tobogán", "Mañana sera igual" "Barrio conflictivo", bajo y coros.
- Javier Hernández, Boni: voz, guitarra y coros.
- Alfredo Piedrafita: guitarra y coros.
- Fernando Coronado: batería.

Personal adicional
- Rosendo: arreglos y coros
- Jimy (Tijuana in blue): coros
- Mari Luz (Neurosis): coros
- Txema Arteta: música en "Lentejuelas"